# Lancia Lambda
O Lancia Lambda é um automóvel inovador produzido entre 1922 e 1931. Foi o primeiro carro a apresentar uma carroceria unitária de suporte de carga (mas sem teto tensionado) e também foi pioneiro no uso de suspensão independente (pilar dianteiro deslizante com molas helicoidais). Vincenzo Lancia chegou a inventar um amortecedor para o carro, que contava com excelentes freios nas quatro rodas. Aproximadamente 11.200 Lambda foram produzidos.
Nove versões do Lambda foram produzidas:
- 1ª série, produzida em 1923, 400 unidades.
- 2ª série, produzida entre 1923 e 1924, 1.100 unidades. Pequenas modificações no motor.
- 3ª série, produzida em 1924, 800 unidades. Motor modificado.
- 4ª série, produzida entre 1924 e 1925, 850 unidades. Para-brisa modificado.
- 5ª série, produzida em 1925, 1.050 unidades. Caixa de câmbio de 4 velocidades.
- 6ª série, produzida entre 1925 e 1926, 1.300 unidades. O carro passou a ser vendido com chassis simples e com duas distâncias entre eixos.
- 7ª série, produzida entre 1926 e 1928, 3.100 unidades. Novo motor maior.
- 8ª série, produzida entre 1928 e 1930, 3.903 unidades. Novamente, motor maior.
- 9ª série, produzida em 1931, 500 unidades construídas. A última série foi vendida apenas com o chassis nu.